# Château de la Rivière (Seine-et-Marne)
Pour les articles homonymes, voir Château de la Rivière.
Le château de la Rivière est situé sur la commune de Thomery dans le département de Seine-et-Marne. Bâti essentiellement au XIXe siècle, il est localisé le long de la Seine à l'extrémité nord-ouest de la commune. 
Le site du Domaine de la Rivière a été inscrit en 1947 pour son caractère pittoresque.

## Historique
Le château de la Rivière, proche du château royal de Fontainebleau, est construit au début XVIIe siècle par un familier d'Henri IV, Roch Le Baillif. Il appartient ensuite successivement au comte de Toulouse, fils illégitime de Louis XIV et de Madame de Montespan, puis à son fils le duc de Penthièvre. Plus tard, Pierre de Forges, marquis de Châteaubrun, cède le domaine au marquis Jean-Étienne de Narp.
La propriété est acquise en 1791 par François Boursier (1749-1829), ancien trésorier de France de la généralité de Paris, puis, en 1828, elle passe au général et historien français de la Révolution et de l'Empire Philippe-Paul de Ségur, puis à la famille Greffülhe qui le possède jusqu'en 1912. Edmond Fabre-Luce, père de l'écrivain et diplomate Alfred Fabre-Luce, en devient propriétaire. Le château est propriété de sa petite-fille Françoise Fabre-Luce (épouse Dreyfus).
Le château est profondément remanié au XIXe siècle.
Durant la Seconde Guerre mondiale, les lieux servent de dépôt de munitions pour l'Armée allemande, qui aurait explosé le 21 août 1944 lors de la Libération.
Une allée nommée Route du Prince fut pavée en 1726 pour relier le château au palais de Fontainebleau.

## Parc
Le parc de 66 hectares comprend une prairie s'étendant en bord de Seine du château à un pavillon d'angle près du vestige d'un bassin et une partie forestière s'étendant jusqu'en bordure de la route départementale 138 (ancienne route de Bourgogne) longée par un mur de clôture que l'on gagne par un chemin carrossable non entretenu jusqu'à une grille. Deux pavillons en ruine bordent ce chemin. Le parc peu entretenu a subi de nombreuses coupes d'arbres.